# Kelee Lepage
Pour les articles homonymes, voir Lepage.
Kelee Lepage est une joueuse américaine de hockey sur gazon. Elle évolue au poste de milieu de terrain au X-Calibur et avec l'équipe nationale américaine.

## Biographie
- Naissance le 4 octobre 1997 à Honey Brook.
- Élève à l'Université du Maryland depuis 2020.

## Carrière
Elle a fait ses débuts en équipe première le 26 janvier 2022 contre les Pays-Bas en Caroline du Nord lors de la Ligue professionnelle 2021-2022.